# Isabel Clifton Cookson
Isabel Clifton Cookson (25 de diciembre de 1893 – 1 de julio de 1973) fue una botánica, paleobotánica, palinóloga, micóloga, brióloga, y algóloga australiana.

## Biografía
Nació en Hawthorn, Victoria, y asistió a la universidad metodista de Damas de Kew, donde obtuvo el grado, con honores, en anatomía, fisiología y botánica (con un examen público de alto nivel). Luego se fue a estudiar para su licenciatura en la Universidad de Melbourne, y se graduó en 1916, especializada en botánica y zoología. Cuando terminó sus estudios se convirtió en conferencista docente en la universidad, y entre 1916 y 1917 recibió una beca del gobierno de investigación y otra beca de investigación MacBain en biología, entre otros estímulos para estudiar la flora del Territorio del Norte. Contribuyó con ilustraciones para el libro de 1917 "La flora del Territorio del Norte" por Alfred J. Ewart y O. B. Davies.
Continuó trabajando en la Universidad de Melbourne, hasta que visitó el Colegio Imperial de Ciencia y Tecnología entre 1925 y 1926, y, en una segunda visita en la Universidad de Mánchester entre 1926 y 1927. En el Mánchester comenzó una relación académica larga y productiva con W.H. Lang, así luego en su honor nombró el género Cooksonia. A partir de 1929 su investigación se centró en paleobotánica, escribió varios artículos sobre plantas fósiles, incluyendo plantas vasculares de principios del Devónico Temprano, y del Silúrico, ayudando a dar forma a las teorías de la evolución temprana de las plantas en la Tierra. También estudió formaciones más recientes de yacimientos de carbón. Su trabajo con los primeros fósiles de plantas terrestres de Victoria y el trabajo de campo con muestras de grafolitos y plantas, la llevó en 1932, a su tesis de investigación y de doctorando en Ciencias de la Universidad de Melbourne.
En 1930, fue nombrada profesora de botánica en la Universidad de Melbourne. Desde la década de 1940 trabajó con esporas fósiles, polen y fitoplancton y su relación con la paleogeografía y defendió la utilidad de microfósiles de plantas para la exploración petrolera. El Consejo de Investigación Científica e Industrial estableció en 1949 una unidad de investigación de polen bajo su liderazgo. En 1952 fue nombrada investigadora en botánica, y se retiró en 1959. Siguió activa a su retiro, y 30 de sus 86 trabajos científicos fueron publicados después de 1959.
Fue una pianista apasionada, jugaba al tenis, y financió en parte viajes e investigaciones por la fuerte especulación de valores de Bolsa.

## Algunas publicaciones
- 1982. Mikrofossilien aus Australischen Mesozoischen und Tertiären Sedimenten, zweiter Teil. Palaeontographica 184 (1-3): 1-41

- 1973. Mesozoic and Cainozoic palynology: essays in honour of Isabel Cookson. Special publication 4. Eds. J. E. Glover, Geoffrey Playford, y Geological Soc. of Australia, 211 pp.

- 1964. Cretaceous Microplankton in a Sample from Graham Island, Arctic Canada, Collected During the Second "Fram"-Expedition (1898-1902): With Notes on Microplankton from the Hassel Formation, Ellef Ringnes Island. Skrifter 17 (Norske videnskaps-akademi. I--Mat.-naturv. klasse) con Svein Manum, 36 pp.

- 1947. Plant Microfossils from the Lignites of Kerguelen Archipelago. Reportes B.A.N.Z Antarctic Research Expedition, (1929-1931: Geology. Ed. B.A.N.Z.A.R. Expedition Committee, 13 pp.

- 1937. Fossil Wood from Upper Devonian Rocks at Mansfield, Victoria. Reimpreso, ed. R. J. Green, Gov. printer, 189 pp.

- 1921. Floral Abnormalities in the Genera Eriostemon and Glossodia. Reimpreso, ed. 	Royal Soc. of Victoria, 38 pp.

## Honores

### Eponimia
- Desde 1976, la Sociedad Botánica de América otorga el Premio Isabel Cookson al mejor trabajo sobre paleobotánica presentado en su reunión anual[4]
- Barrio Cookson, en suburbio de Canberra

Género paleobotánico
- (Rhyniaceae) Cooksonia W.H.Lang emend. Gonez & Gerrienne 2010

Especies
- (Gesneriaceae) Streptocarpus cooksonii B.L.Burtt[5]

- (Orchidaceae) × Gastrophaius cooksonii (Rolfe) J.M.H.Shaw[6]